# براقيات
البراقيات (الاسم العلمي: Lampridiformes) هي فوق رتبة من شعاعيات الزعانف، تجمَعُ هذه الرتبة عظميات محيط-مفتوح وجزئياً بحر عميق أيضاً، بما في ذلك أسماك عرف الديك والسمك المجدافي والأوباه والأسماك الشريطية. تحتوي هذه المجموعة 7 فصائل حية (وهي صغيرة نسبياً مع أنها واضحةُ التميّز) و12 جنساً فقط تتضمّن ما يُقارب 20 نوعاً، وجميعهم مُميزون ويَحتاجون بشكل واضحٍ إلى تصانيف مفصولة.
يَعني الاسم العلمي الأجنبي لهذه الرتبة «الأوبيات»، وهذا مع أن معظم البراقيات الحية شريطية الشكل في الحقيقة وليست مشابهة كثيراً لأسماك الأوباه قرصيّة الشكل. بالرغم من هذا، يَجمع هذه الأسماك بشكل واضح تشريحها وتاريخها التطوري للفصائل المختلفة، كما أن معظم الأحافير القديمة لهذه الرتبة تُشير إلى أن البراقيات الأصلية كانت بالفعل أوبيات. تسمّى هذه الفوق رتبة بـ«البراقيات» نسبة إلى الألوان الزاهية التي تتسم بها أسماك الأوبيات.

## الوصف والبيئة

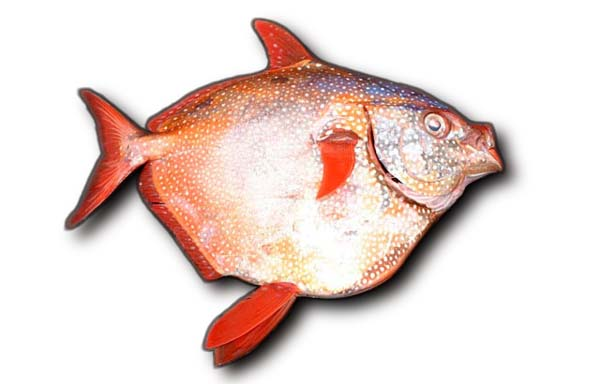
سمكة القمر.

هذه الأسماك المحيطية هي متغذيات بحر مفتوح تبقى فوق قاع المحيط بمقدار جيد، وعادة ما تعيش في الماء على عُمق يَتراوحُ من 100 إلى 1000 متر. نموذجياً، تكون الأسماك البالغة منها ملونة بسطوع، وكثيراً ما يَترافق هذا مع زعانف قرمزية رائعة. تملك البراقيات تنوعاً كبيراً في هيئة أجسامها، لكنها عموماً مسطحة جانبياً. بعضها دائرية الشكل من المنظور الجانبي، في حين أن البعض الأخرى ممتدة جداً، وتسمى الأولى «عميقة الأجسام» والثانية «شريطية الأجسام». تختلف هذه الأسماك بشكل كبير عن بعضها في الحجم، فتتراوح أطوالها من أقل من 30 سنتيمتر (عند أسماك القمر شراعية الزعنفة) إلى ما يُمكن أن يَصل لـ17 متراً (عند الرنجة الملكة، أطول الأسماك العظمية الحية على الإطلاق).
تملك البراقيات بالمجمل ما يَتراوح من 84 إلى 96 فقرة. عظام حافة فكها تمنع الفك العلوي تماماً من الانفراج أو الانفتاح كثيراً، لكن فكوكها قابلة للنتوء إلى حد كبير بالرغم من ذلك. فنتؤ الفك العلوي يَتم بطريقة فريدة عند هذه الأسماك، حيث أنه بدلاً من أن يَكونَ موصولاً برباطٍ بالعظم الغربالي والحنكي، فإنه يَنزلق إلى الداخل والخارج بواسطة حافة الفك القابلة للاستطالة بشكل كبير. تملك الزعنفة الحوضية ما يَصل إلى 17 شعاعاً، وهي موجودة في مكان قريب لمقدمة السمكة بالنسبة لزعنفة حوضية. الزعنفة الظهرية طويلة وتمتد على طول معظم الجسم.